# Actumnus calypso
Actumnus calypso is een krabbensoort uit de familie van de Pilumnidae. De wetenschappelijke naam van de soort is voor het eerst geldig gepubliceerd in 1801 door Herbst.